# Jean-Claude Gaudin
Pour les articles homonymes, voir Gaudin.
Ne doit pas être confondu avec l'archéologue Jean-Claude Gardin.
Jean-Claude Gaudin , né le 8 octobre 1939 à Marseille (Bouches-du-Rhône) et mort le 20 mai 2024 à Saint-Zacharie (Var), est un homme politique français.
Implanté dans les Bouches-du-Rhône, il est président du conseil régional de Provence-Alpes-Côte d'Azur (PACA) de 1986 à 1998, maire de Marseille de 1995 à 2020 et président de la métropole d'Aix-Marseille-Provence entre 2015 et 2018.
Il est député de 1978 à 1989, sénateur entre 1989 et 2017 et à plusieurs reprises vice-président du Sénat. De 1995 à 1997, il est ministre de l'Aménagement du territoire, de la Ville et de l'Intégration dans le second gouvernement Juppé.
Sur le plan partisan, il appartient à plusieurs partis de centre droit et de droite, notamment l'UDF, dont il préside un temps le groupe à l'Assemblée nationale, et Démocratie libérale, dont il a été le vice-président. Dans les années 1980, il conclut une alliance avec le Front national pour prendre la présidence de la région PACA. Par la suite, il est vice-président de l'UMP, président par intérim à deux reprises du parti et président du groupe UMP au Sénat.

## Biographie

### Origines familiales et vie privée
Jean-Claude Gaudin naît le 8 octobre 1939 à Marseille, dans le quartier de Mazargues (situé aujourd'hui dans le 9e arrondissement).
Son père est artisan maçon, membre du Mouvement républicain populaire (MRP), parti d'inspiration démocrate-chrétienne créé en 1944 ; sa mère travaille dans les corderies. Il fréquente durant sa jeunesse l’église Saint-Roch et les patronages, développant un goût pour les traditions locales ainsi que pour l'histoire du Vatican.
Jean-Claude Gaudin est resté célibataire et n'a pas d'enfant.

### Carrière professionnelle
Après des études supérieures d'histoire-géographie, il enseigne ces disciplines pendant plus de 15 ans au collège et lycée Saint-Joseph-les-Maristes à Marseille.

## Parcours politique

### Débuts
En 1965, il est élu du Centre national des indépendants et paysans sur la liste socialo-centriste menée par Gaston Defferre, contre la liste gaulliste UNR. Il est alors le benjamin du conseil municipal de Marseille. Réélu en 1971, Jean-Claude Gaudin est conseiller municipal délégué à la police administrative et à la protection civile et préside la commission extra-municipale de l'urbanisme.
Alors que les socialistes et les communistes se sont rapprochés, Jean-Claude Gaudin adhère en 1973 aux Républicains indépendants et participe, l'année suivante, à la campagne présidentielle de Valéry Giscard d'Estaing,.
Aux élections cantonales de 1982, il enlève au premier tour le 12e canton de Marseille, avec 72,8 % des suffrages exprimés.

### Député
Candidat UDF en 1978 dans la 2e circonscription des Bouches-du-Rhône, il bat le député sortant, le socialiste Charles-Émile Loo, avec 53,7 % des suffrages exprimés.
Seul député de droite réélu à Marseille en 1981 face à la vague socialiste, cette victoire l’impose comme chef de son camp dans la ville. Jean-Claude Gaudin est réélu député en 1986 et 1988. Il préside le groupe UDF à l'Assemblée nationale de 1981 à 1989, date de son élection comme sénateur.
Au début de la première cohabitation en 1986, Jacques Chirac propose à Jean-Claude Gaudin de devenir ministre chargé des Relations avec le Parlement. Gaudin décline, faisant partie des responsables politiques de la nouvelle majorité ayant préféré conserver leur siège de député afin de demeurer en contact étroit avec leur circonscription, dans l'hypothèse, largement répandue alors, selon laquelle la cohabitation ne durerait pas.

### Président du conseil régional de PACA
En 1986, Jean-Claude Gaudin conduit dans les Bouches-du-Rhône les listes UDF aux élections législatives et aux élections régionales. À l’issue du scrutin régional, la droite obtient 47 sièges, la gauche 45 et le Front national 25 sièges. Le 21 mars 1986, avec l’appui du parti d’extrême droite, il devient président du premier conseil régional de Provence-Alpes-Côte d'Azur élu au suffrage universel direct. La gauche perd ainsi la tête du conseil régional, qu'elle détenait depuis sa création, en 1974,.
Jean-Claude Gaudin considérant que la priorité est de battre la gauche, il dirige le conseil régional avec le Front national, qui se voit attribuer trois vice-présidences et la présidence de quatre commissions. Au cours de son premier mandat à la tête du conseil régional, une dizaine de conseillers FN sont débauchés par la droite, ce qui renforce sa majorité. En 1986-1987, Jean-Claude Gaudin est proche de la rédaction de Minute, alors dirigée par Patrick Buisson.
En 1988, après la dissolution de l'Assemblée nationale, Jean-Claude Gaudin passe dans les Bouches-du-Rhône des accords de désistement réciproques — négociés par Patrick Buisson — avec le Front national,. En 1991, les partis de droite condamnent officiellement toute alliance avec le FN, qu’elle soit nationale ou locale. Considérant que sa décision de s’allier localement avec l’extrême droite en 1986 est responsable de son échec aux élections municipales de 1989 à Marseille, Jean-Claude Gaudin ira même jusqu'à soutenir, au second tour des élections législatives de 1993, le communiste Guy Hermier face au candidat du Front national.
À la tête de la région, il conduit notamment une politique de construction et de réhabilitation des lycées. Le renouvellement du conseil régional de Provence-Alpes-Côte d'Azur de 1992 provoque une élection particulièrement médiatisée : Jean-Claude Gaudin affronte Bernard Tapie et Jean-Marie Le Pen. Il est réélu président du conseil régional le 27 mars 1992 sans avoir besoin des suffrages du Front national.
À l’issue des élections régionales de 1998, la droite obtient le même nombre d’élus que le Front national. Alors que plusieurs conseillers de droite menés par Christian Estrosi se montrent favorables à une nouvelle alliance entre la droite et le FN pour empêcher l'élection de Michel Vauzelle à la présidence du conseil régional, la tentative de rapprochement entre les deux camps échoue sous la pression d’élus comme François Léotard,. Jean-Claude Gaudin se tient en retrait et quitte la tête de la région le 23 mars 1998,.

### Sénateur
En septembre 1989, il est élu sénateur dans le département des Bouches-du-Rhône. En septembre 1995, les sénateurs Républicains et Indépendants l'élisent président de leur groupe au Sénat.
Le 21 septembre 2008, il est réélu sénateur dans les Bouches-du-Rhône à la tête d'une liste renouvelée, rajeunie et féminisée, qui conserve ses trois sièges. Le 7 octobre suivant, il est élu pour la 4e fois vice-président du Sénat, fonction à laquelle il renonce le 8 mars 2011, à la suite de son élection à la présidence du groupe UMP du Sénat, en remplacement de Gérard Longuet, devenu ministre. Il est reconduit dans cette fonction, le 27 septembre 2011, à l'issue du renouvellement triennal par moitié de la Haute-Assemblée qui voit la droite perdre la majorité au Sénat.
Il vote contre la loi ouvrant le mariage aux homosexuels en 2013, mais soutient l’année suivante l'organisation de l'Europride à Marseille et critique les réactions homophobes qui ponctuent sa décision.
En septembre 2014, il est réélu au Sénat. Le 7 octobre, il devient premier vice-président de la Haute Assemblée. En septembre 2015, il décline la proposition du président du Sénat, Gérard Larcher, de siéger au Conseil constitutionnel, préférant continuer à se consacrer à Marseille et à la mise en place de la métropole d'Aix-Marseille-Provence.
En raison de l'interdiction du cumul des mandats, il démissionne de son mandat de sénateur le 22 septembre 2017.
Il est cité dans une affaire de détournement de fonds publics au sein du groupe UMP au Sénat.

### Ministre
Le 7 novembre 1995, Jean-Claude Gaudin devient ministre de l'Aménagement du territoire, de la Ville et de l'Intégration. Par la loi du 14 novembre 1996 relative à la mise en œuvre du pacte de relance pour la ville, il crée les zones urbaines sensibles (ZUS), formalisant juridiquement la notion de « quartiers en difficulté ». En juin 1997, avec la dissolution de l'Assemblée nationale, il cesse ses fonctions ministérielles.

### Cadre de l’UMP
Après avoir participé à la fondation de l'Union pour la majorité présidentielle (UMP, rebaptisée « Union pour un mouvement populaire »), il en devient le vice-président lors du congrès qui a lieu la même année et est l'un des premiers dirigeants de la majorité à soutenir Nicolas Sarkozy dans la course à l'élection présidentielle de 2007, ce dès 2004.
Du 16 juillet 2004 au 28 novembre 2004, Jean-Claude Gaudin préside l'UMP à la suite de la démission d'Alain Juppé, inculpé dans l'affaire des emplois fictifs de la mairie de Paris.
Tout en demeurant membre de l'équipe dirigeante de l'UMP, Jean-Claude Gaudin devient, le 24 janvier 2009, à la demande du président de la République, président du Comité de liaison de la majorité présidentielle. Ce comité regroupe l'ensemble des formations politiques qui concourent à la majorité présidentielle de Nicolas Sarkozy.
À l'occasion du congrès de l'Union pour un mouvement populaire de 2012, il soutient la candidature de Jean-François Copé. En janvier 2013, dans le cadre de la direction « partagée » mise en place à la suite de l'accord entre Jean-François Copé et François Fillon, il devient à nouveau vice-président de l'UMP avec cinq autres personnalités du parti, en plus du vice-président délégué Luc Chatel.
Il soutient Nicolas Sarkozy pour la primaire française de la droite et du centre de 2016. Il parraine Laurent Wauquiez pour le congrès des Républicains de 2017, scrutin lors duquel il est élu le président du parti.

### Maire de Marseille
Aux élections municipales de 1983 à Marseille, il conduit la liste de l'opposition contre Gaston Defferre, alors ministre de l'Intérieur. Il est battu par Gaston Defferre, bien que celui-ci obtienne 2 497 voix de moins que lui. En tant que ministre de l'Intérieur, Gaston Defferre venait de modifier le mode de scrutin dans les villes de Paris, Lyon et Marseille : l'élection se fait dans chaque arrondissement pour les deux premières villes, et Marseille bénéficiait d'un découpage en secteurs adapté au maire sortant. Ce découpage a été modifié après sa mort. Jean-Claude Gaudin crée un incident au premier conseil municipal afin de ne pas participer à l’élection finale de son adversaire. Il se présente une nouvelle fois à la mairie de Marseille en 1989, mais il échoue face à Robert Vigouroux.
En 1995, Jean-Claude Gaudin devient maire de Marseille après avoir conduit une liste d'union UDF-RPR. Le responsable départemental du RPR, Renaud Muselier, devient premier adjoint au maire.
Resté grand admirateur de Gaston Defferre, Jean-Claude Gaudin fait remonter des réserves municipales le bureau et la lampe de son prédécesseur et tente de s'inspirer de ses méthodes : entente avec le syndicat majoritaire Force ouvrière, mainmise sur les comités d’intérêt de quartiers (CIQ), la Société des eaux de Marseille (SEM), ou encore l’AP-HM, les hôpitaux de Marseille, « grands pourvoyeurs d’emplois à distribuer à ses affidés » explique Le Monde.
Jean-Claude Gaudin retrouve son poste de sénateur après les élections de 1998, après avoir quitté le gouvernement, puis prend la charge de vice-président du Sénat, le 6 octobre. Il quitte alors l'UDF pour devenir vice-président de Démocratie libérale, le parti d'Alain Madelin. Il partage son temps entre ses différents mandats ; pendant trois décennies, il passe trois jours par semaine à Paris, laissant la gestion courante de Marseille à son directeur de cabinet Claude Bertrand.
Le 15 septembre 2000, il devient président de la nouvelle communauté urbaine Marseille Provence Métropole, qui compte 18 communes et 980 000 habitants. En 2001, il est réélu maire de Marseille. Il préside l'Association des communautés urbaines de France de 2002 à 2003.
La liste qu'il conduit l'emporte pour la troisième fois consécutive, en 2008, en arrivant, avec 50,42 % des voix au second tour, devant le socialiste Jean-Noël Guérini (47,75 %) et le Front national (1,83 %) ; la droite perd le premier secteur de la ville (où Patrick Mennucci bat Jean Roatta) et la majorité de Jean-Claude Gaudin se trouve ainsi réduite à 51 sièges au lieu de 61. Le 17 avril suivant, Renaud Muselier est battu par le socialiste Eugène Caselli lors de l'élection à la présidence de la Communauté urbaine ; étant le maire de la ville-centre, Jean-Claude Gaudin en devient vice-président à partir du 31 mai 2008.

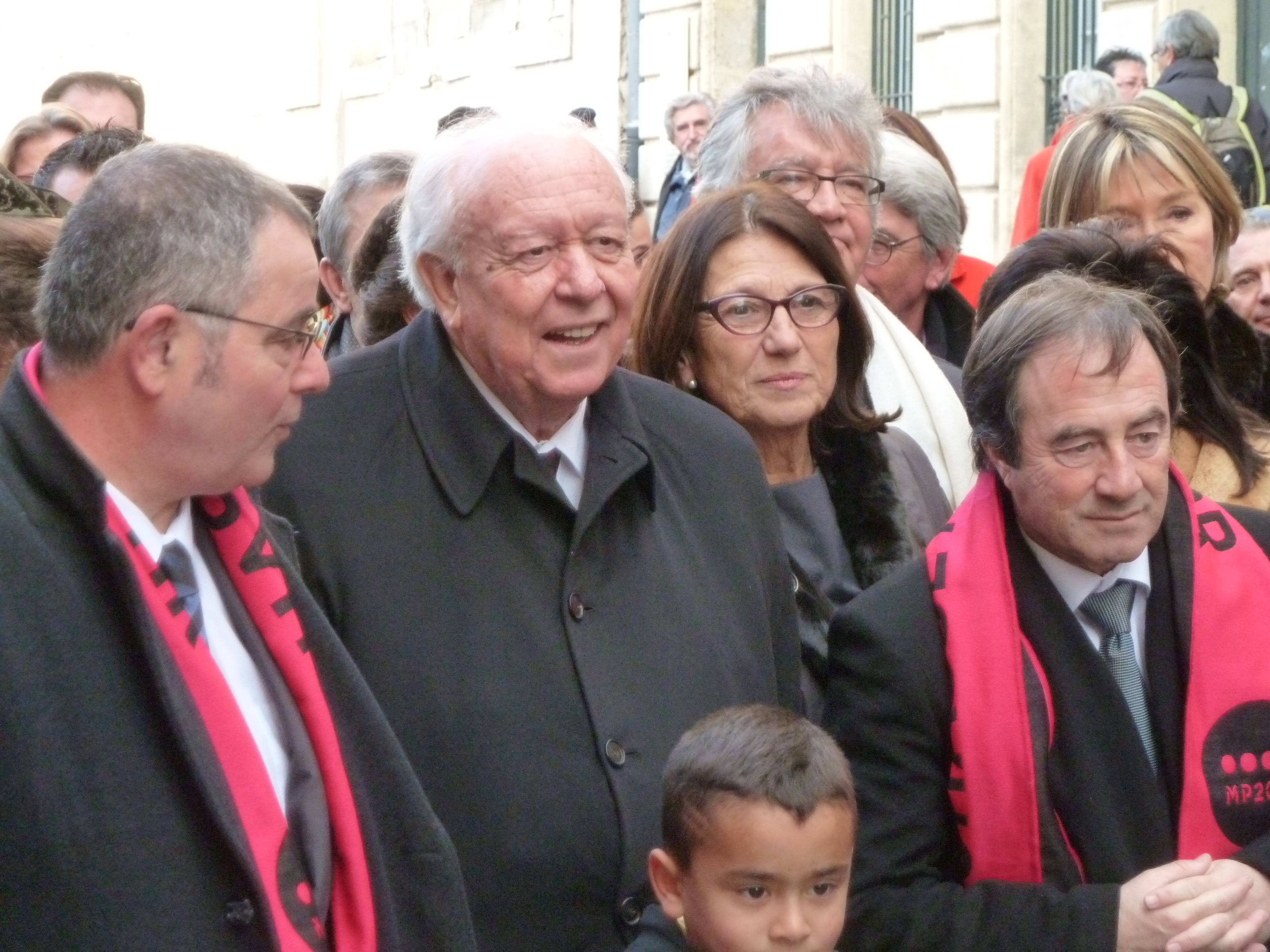
Jean-Claude Gaudin à Arles pour l'ouverture de Marseille Provence 2013.

En novembre 2013, Jean-Claude Gaudin annonce sa candidature aux élections municipales de 2014. Il fait valoir son bilan, soulignant que Marseille compte 13 % de chômeurs, contre 21 % en 1995, que 6 000 logements sont construits chaque année contre 1 500 en 1995, ou encore qu'il y a environ un million de croisiéristes, contre quelque 80 000 en 1995 ; il se félicite aussi de la construction du musée des Civilisations de l'Europe et de la Méditerranée, inauguré la même année. Ses opposants lui reprochent toutefois d'avoir sous-estimé les violences des quartiers nord, des retards dans les projets de transport et de propreté, ainsi que d'avoir changé d'avis sur l'ouverture d'un casino à Marseille ou encore sur la privatisation du stade Vélodrome. Un temps données battues, les listes de Jean-Claude Gaudin l'emportent dans six des huit secteurs de Marseille, recueillant 43 % contre 29 % pour celles du socialiste Patrick Mennucci et 25 % pour le candidat FN Stéphane Ravier. Ce score lui permet d’être élu maire de Marseille pour un quatrième mandat.
Il contribue à l’installation de la critiquée métropole d'Aix-Marseille-Provence, dont il devient président le 9 novembre 2015. Cette élection étant contestée devant les tribunaux par les opposants à la mise en place de l'intercommunalité, il démissionne pour être réélu président le 17 mars 2016. Il quitte la présidence de la métropole en septembre 2018, invoquant son âge et l’intention du gouvernement de fusionner les métropoles et départements,. Il apporte son soutien à Martine Vassal, qui lui succède.
Ses vingt-cinq ans de mandats sont marqués par la métamorphose de la façade littorale de Marseille, notamment à travers le projet Euroméditerranée financé par l’État, et par une baisse du taux de chômage de 22 % à moins de 12 %. Mais sa politique a aussi fortement augmenté l’endettement de la ville, par ailleurs profondément divisée entre zones de prospérité et de grande pauvreté, et qui accumule des retards en matière de transports publics, d’écoles primaires ou d’équipements sportifs. Il lui est aussi reproché d'avoir favorisé ses terres d’élections, plus aisées et moins cosmopolites, dans le sud de Marseille, au détriment du nord, accentuant ainsi le fossé social.
En novembre 2018, l'effondrement de plusieurs immeubles vétustes rue d'Aubagne, qui provoque la mort de huit personnes, lui est reproché, conduisant à d’importantes manifestations réclamant sa démission. Jean-Claude Gaudin s'insurge contre les critiques, ajoutant que plus d'un millier de personnes vivant dans des immeubles du même type ont été relogées dans les hôtels de la ville, à la suite de l'effondrement des immeubles de la rue d'Aubagne.
Dès juin 2017, il annonce qu'il ne se représentera pas à la mairie de Marseille lors des élections municipales de 2020. Il tient son dernier conseil municipal — le 198e — le 27 janvier 2020 et soutient la candidature de Martine Vassal face à Bruno Gilles pour lui succéder. En mai 2020, dans le cadre de la pandémie de Covid-19, il annonce la commande de 1,5 million de masques pour les Marseillais et prône une politique volontariste de dépistage.
La candidate de gauche Michèle Rubirola est élue par le conseil municipal pour lui succéder le 4 juillet 2020. Après 25 années passées à la tête de la mairie et 55 ans au conseil municipal, Jean-Claude Gaudin, 80 ans, passe lui-même l’écharpe tricolore à la nouvelle maire. Peu après, il est nommé par cette dernière à la tête de l’association œcuménique Marseille Espérance,,, créée en 1990 par son prédécesseur Robert Vigouroux.

## Mort et obsèques
Jean-Claude Gaudin meurt d'un arrêt cardiaque le 20 mai 2024, à l'âge de 84 ans, dans sa résidence secondaire de Saint-Zacharie dans le Var,. Ses obsèques sont célébrées le 23 mai 2024 en la cathédrale Sainte-Marie-Majeure de Marseille, en présence notamment de Brigitte Macron, de l'ancien président Nicolas Sarkozy, du prince Albert II de Monaco, du président du Sénat Gérard Larcher et du président du conseil régional de Provence-Alpes-Côte d'Azur Renaud Muselier,. Son éloge funèbre est lu par Yves Moraine.
Il est inhumé auprès de ses parents dans le cimetière civil de Mazargues, son quartier natal.

## Affaires judiciaires

### Affaire des emplois fictifs
Quelques mois après son départ, une enquête préliminaire au sujet d'emplois fictifs supposés à la mairie de Marseille, déclenchée après la révélation d'un système de faux pointage des employés du Samu social, conduit le parquet national financier (PNF) à le renvoyer, avec six de ses proches, devant le tribunal correctionnel,,. Les conclusions du PNF accablent sa gestion des ressources humaines en évoquant des heures supplémentaires indues « abracadabrantesques », ainsi que l'absentéisme injustifié au Samu social et dans les musées ou les bibliothèques de la ville. Au cours des auditions, le maire se justifie régulièrement en évoquant la recherche d'une « paix sociale » et la crainte des réactions syndicales.
Le parquet national financier relève plusieurs griefs, dont l'« absence de contrôle de l’effectivité du travail réalisé », la « forfaitisation des heures supplémentaires » ou « le paiement d’heures supplémentaires non réalisées », au sein de nombreux services, dont le SAMU social, le service Allô mairie, dans les musées, dans un garage de la Ville, etc. Plus de 800 agents ont bénéficié de ces irrégularités, avec un coût pour la Ville atteignant un million d’euros par an. Jean-Claude Gaudin et quatre de ses collaborateurs plaident finalement coupable de « détournement de fonds publics par négligence » dans une procédure de comparution sur reconnaissance préalable de culpabilité,. La peine que propose le PNF fera l’objet d’une négociation le 22 mars avant d'être homologuée par le juge. Il est condamné à 10 000 € d’amende et 6 mois de prison avec sursis,.

### Soupçons de détournement de fonds publics et recel
En parallèle de ces investigations menées par le parquet national financier, une information judiciaire est ouverte le 11 juin 2019 des chefs principaux de détournement de fonds publics par une personne chargée d'une mission de service public et de recel de ce délit, confiée à la juge d'instruction parisienne Cécile Meyer-Fabre. Dans ce cadre, les domiciles de Jean-Claude Gaudin sont perquisitionnés le 16 février 2021. Il est placé le lendemain en garde à vue. Il reste douze heures en garde à vue. Son ancien directeur de cabinet Claude Bertrand est interrogé pendant deux jours consécutifs.

## Détail des mandats et fonctions

### Au gouvernement
- 7 novembre 1995 – 2 juin 1997 : ministre de l'Aménagement du territoire, de la Ville et de l'Intégration dans le gouvernement Alain Juppé II.

### À l’Assemblée nationale
- 3 avril 1978 – 2 octobre 1989 : député français, élu dans la 2e circonscription des Bouches-du-Rhône (député pour les seules Bouches-du-Rhône de 1986 à 1988).
- 1981-1989 : président du groupe UDF de l'Assemblée nationale.

### Au Sénat
- 2 octobre 1989 – 7 décembre 1995 : sénateur français, élu dans le département des Bouches-du-Rhône.
- 1er octobre 1998 – 22 septembre 2017 : sénateur français, élu dans le département des Bouches-du-Rhône.
- 1995 : président du groupe de l'Union des républicains et des indépendants (RI) au Sénat.
- 6 octobre 1998 – 28 mars 2011 : vice-président du Sénat.
- 8 mars 2011 – 1er octobre 2014 : président du groupe UMP au Sénat.
- 8 octobre 2014 – 22 septembre 2017 : premier vice-président du Sénat.

### Au niveau local
- 1965-1977 : conseiller municipal de Marseille.
- 1982-1988 : conseiller général des Bouches-du-Rhône.
- 1983-1989 : maire des VIe et VIIIe arrondissements de Marseille (4e secteur).
- 1983-1995 : conseiller municipal de Marseille.
- 1986-1998 : président du conseil régional de Provence-Alpes-Côte d'Azur.
- 1995-2020 : maire de Marseille.
- 1995-2008 : président de la communauté urbaine Marseille Provence Métropole.
- 2002-2003 : président de l'Association des communautés urbaines de France.
- 2008-2014 : vice-président de la communauté urbaine Marseille Provence Métropole.
- 2015-2016 : président de la métropole d'Aix-Marseille-Provence.
- 2016-2018 : président de la métropole d'Aix-Marseille-Provence.

### Au sein de partis politiques
- 1995-1997 : vice-président national et président de la fédération Parti républicain des Bouches-du-Rhône.
- 1997-2002 : vice-président national, membre du comité directeur et président de la fédération Démocratie libérale des Bouches-du-Rhône.
- 2002-2004 : vice-président délégué de l'UMP.
- 2004-2007 : vice-président de l'UMP.
- Depuis mai 2003 : président de la fédération UMP des Bouches-du-Rhône.
- octobre 2007 – janvier 2009 : vice-président du conseil national de l'UMP.
- janvier 2002 – janvier 2013 : président de la commission nationale d'investiture de l'UMP.
- juin 2009 – mai 2012 : président du Comité de liaison de la majorité présidentielle.
- janvier 2013 – 15 juin 2014 : vice-président de l'UMP.

## Synthèse des résultats électoraux

### Élections législatives
| Année | Parti                   | Parti | Circonscription         | 1er tour             | 1er tour             | 1er tour             | 2d tour              | 2d tour              | 2d tour | Issue   |
| Année | Parti                   | Parti | Circonscription         | Voix                 | %                    | Rang                 | Voix                 | %                    | Rang    | Issue   |
| ----- | ----------------------- | ----- | ----------------------- | -------------------- | -------------------- | -------------------- | -------------------- | -------------------- | ------- | ------- |
| 1973  |                         | CNIP  | 2e des Bouches-du-Rhône | 3 244                | 5,11                 | 5e                   |                      |                      |         | Éliminé |
| 1978  |                         | UDF   | 2e des Bouches-du-Rhône | 19 391               | 24,73                | 2e                   | 44 561               | 53,67                | 1er     | Élu     |
| 1981  | 30 778                  | UDF   | 2e des Bouches-du-Rhône | 45,67                | 1er                  | 37 680               | 50,66                | 1er                  | Élu     |         |
| 1986  | Bouches-du-Rhône        | UDF   | Scrutin plurinominal    | Scrutin plurinominal | Scrutin plurinominal | Scrutin plurinominal | Scrutin plurinominal | Scrutin plurinominal | Élu     |         |
| 1988  | 2e des Bouches-du-Rhône | UDF   | 17 276                  | 43,60                | 1er                  | 26 074               | 60,63                | 1er                  | Élu     |         |

### Élections sénatoriales
| Année | Parti     | Parti        | Département      | 1er tour | 1er tour | 1er tour | Sièges obtenus |
| Année | Parti     | Parti        | Département      | Voix     | %        | Rang     | Sièges obtenus |
| ----- | --------- | ------------ | ---------------- | -------- | -------- | -------- | -------------- |
| 1989  |           | UDF (RPR)    | Bouches-du-Rhône | 735      | 26,45    | 2e       | 2 / 7          |
| 1998  |           | DL (UDF-RPR) | Bouches-du-Rhône | 1 037    | 36,90    | 2e       | 3 / 7          |
| 2008  |           | UMP (NC-GÉ)  | Bouches-du-Rhône | 1 182    | 39,41    | 2e       | 3 / 8          |
| 2014  | UMP (UDI) | 1 337        | Bouches-du-Rhône | 38,44    | 1er      | 3 / 8    |                |

### Élections régionales
Les résultats ci-dessous concernent uniquement les élections où il est tête de liste.
| Année | Parti   | Parti     | Région                     | 1er tour | 1er tour | 1er tour | Sièges obtenus |
| Année | Parti   | Parti     | Région                     | Voix     | %        | Rang     | Sièges obtenus |
| ----- | ------- | --------- | -------------------------- | -------- | -------- | -------- | -------------- |
| 1986  |         | UDF (RPR) | Provence-Alpes-Côte d'Azur | 763 899  | 37,39    | 1er      | 47 / 117       |
| 1992  | 554 427 | UDF (RPR) | Provence-Alpes-Côte d'Azur | 29,20    | 1er      | 43 / 123 |                |

### Élections municipales
Les résultats ci-dessous concernent uniquement les élections où il est tête de liste.
| Année | Parti  | Parti        | Commune   | 1er tour | 1er tour | 1er tour | 2d tour | 2d tour | 2d tour  | Sièges obtenus | Sièges obtenus |
| Année | Parti  | Parti        | Commune   | Voix     | %        | Rang     | Voix    | %       | Rang     | CM             | CC             |
| ----- | ------ | ------------ | --------- | -------- | -------- | -------- | ------- | ------- | -------- | -------------- | -------------- |
| 1983  |        | UDF (RPR)    | Marseille | NC       | NC       | NC       | NC      | NC      | NC       | 37 / 101       |                |
| 1989  | 75 644 | UDF (RPR)    | Marseille | 26,07    | 2e       | 78 127   | 25,67   | 2e      | 9 / 101  |                |                |
| 1995  | 85 006 | UDF (RPR)    | Marseille | 36,22    | 1er      | 88 972   | 40,36   | 2e      | 55 / 101 |                |                |
| 2001  |        | DL (UDF-RPR) | Marseille | 82 234   | 39,79    | 1er      | 86 472  | 48,57   | 1er      | 61 / 101       |                |
| 2008  |        | UMP          | Marseille | 109 930  | 41,03    | 1er      | 100 509 | 50,42   | 1er      | 51 / 101       |                |
| 2014  | 96 132 | UMP          | Marseille | 37,64    | 1er      | 96 813   | 42,39   | 1er     | 61 / 101 | 53 / 69        |                |

## Ouvrages
- Comment ils défont la France : deux ans de lois socialistes, Paris, Albatros, 1983 (BNF 34764941).
- Une passion nommée Marseille, Paris, Albin Michel, 1983  (ISBN 2-226-01682-1).
- La Gauche à l'imparfait, Paris, France-Empire, 1985  (ISBN 2-7048-0460-5).
- Maintenant, je vais tout vous raconter, Albin Michel, 2021[58].

## Décorations
- Officier de la Légion d'honneur ( France, 14 juillet 2018)[59].
- Officier de l'ordre des Palmes académiques ( France).
- Grand officier de l'ordre du Mérite de la République italienne‎ ( Italie).
- Officier de l'ordre national de Côte d'Ivoire ( Côte d'Ivoire).
- Commandeur de l'ordre de Saint-Charles ( Monaco).
- Grand officier de l'ordre du Ouissam alaouite ( Maroc).
- Commandeur de l'ordre de Saint-Grégoire-le-Grand ( Vatican)[2].
- Commandeur de l'ordre pro Merito Melitensi ( Ordre souverain de Malte).
- Grand-croix du Mérite de l'ordre équestre du Saint-Sépulcre de Jérusalem.
- Commandeur de l'ordre du Mérite ( Sénégal).
- Grand officier de l'ordre de l'Aigle aztèque ( Mexique)[60].

## Distinctions
- Docteur honoris causa de l'université de médecine d'Erevan (Arménie).
- Membre de l'Académie des sciences, lettres et arts de Marseille (classe des Arts).

## Hommages
En juin 2024, le maire de Marseille Benoît Payan annonce le renommage du parc du 26e Centenaire en « parc du 26e Centenaire - Jean-Claude Gaudin ». Par ailleurs, Martine Vassal, présidente de la métropole d'Aix-Marseille-Provence, annonce le baptême de l'hémicycle métropolitain du nom de l'ancien maire.